# Elin Nilsson
Elin Johanna Nilsson (ur. 7 maja 1995) – szwedzka zapaśniczka walcząca w stylu wolnym. Zajęła piąte miejsce na mistrzostwach świata w 2017. Piąta na mistrzostwach Europy w 2016 i 2017. Ósma w Pucharze Świata w 2017. Mistrzyni nordycka w 2018. 
Trzecia na MŚ U-23 w 2017. Druga na ME U-23 w 2017 i trzecia w 2018.
Zdobyła sześć medali w kategoriach juniorskich, mistrzyni świata w 2015 roku.